# Wasserburg am Inn

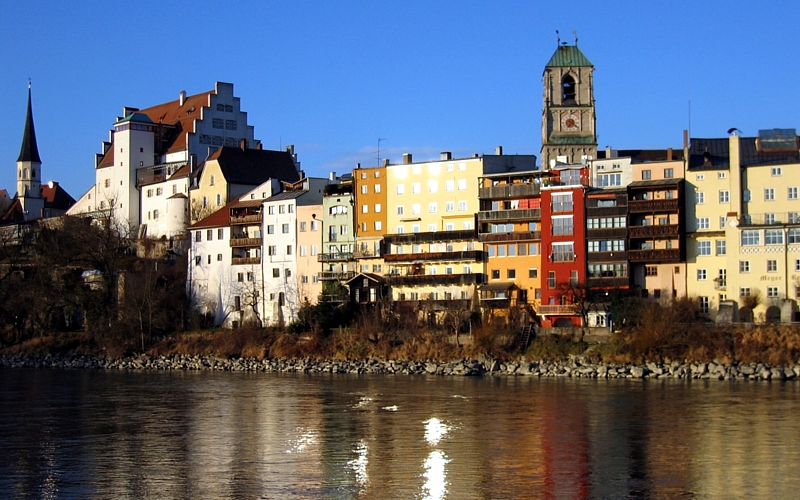
Panorama miasta

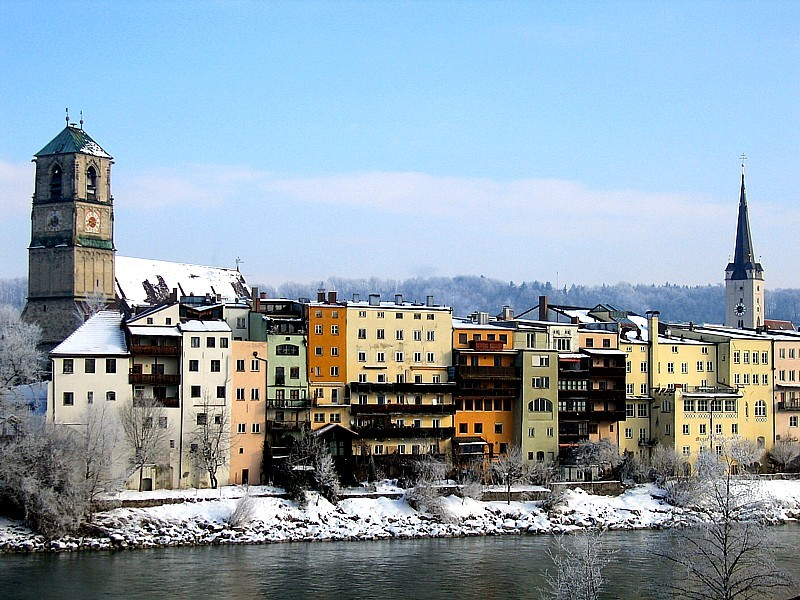
Panorama miasta

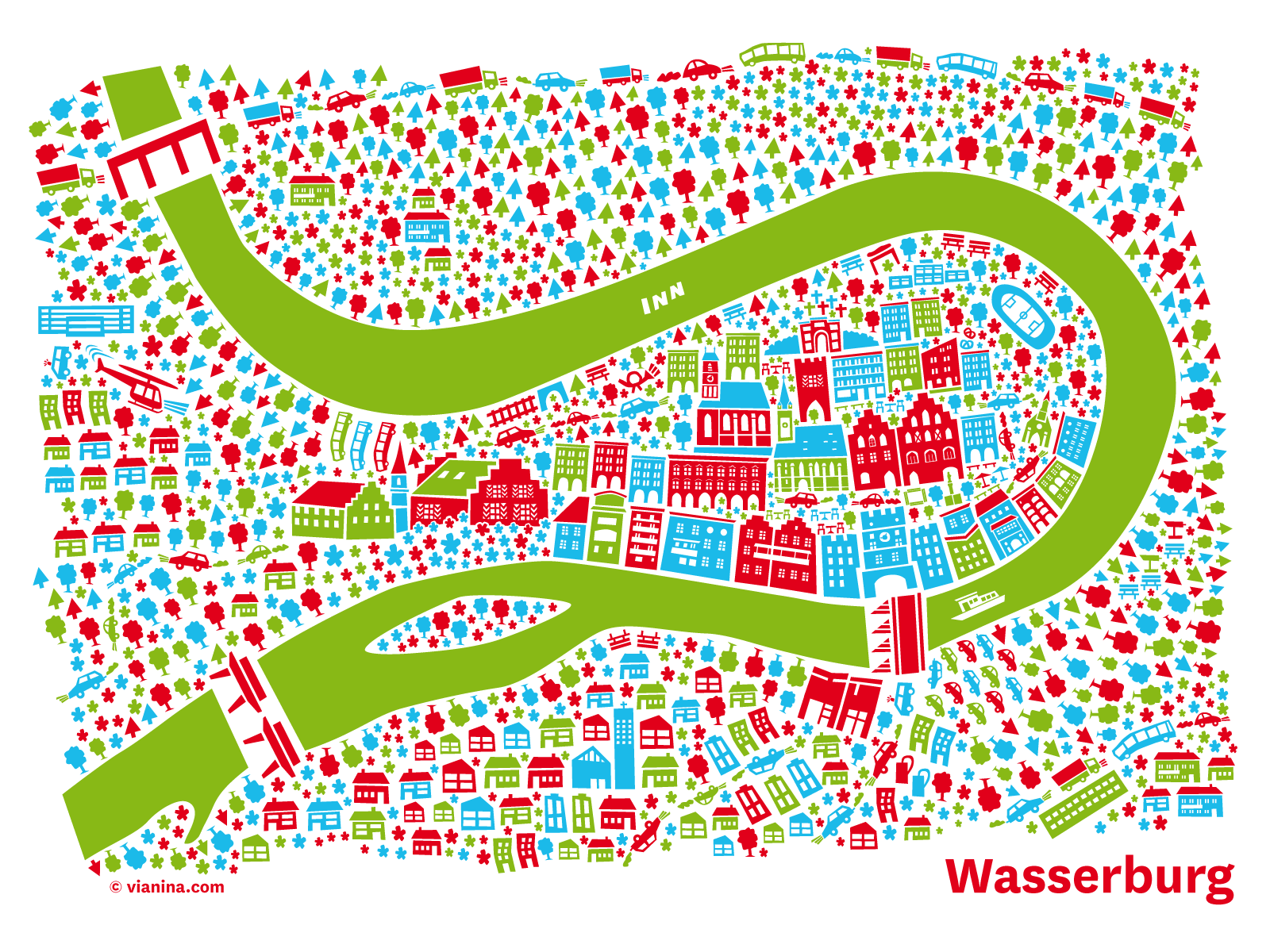
Plan miasta

Wasserburg am Inn, Wasserburg a. Inn – miasto w Niemczech, w kraju związkowym Bawaria, w rejencji Górna Bawaria, w regionie Südostoberbayern, w powiecie Rosenheim. Leży około 25 km na północ od Rosenheimu, nad rzeką Inn, przy drodze B15, B304 i linii kolejowej Monachium – Wasserburg am Inn. Nazwa miejscowości oznacza „Wodny zamek nad rzeką Inn”.

## Historia
Wykopaliska archeologiczne poświadczyły istnienie osady w zakolu rzeki Inn w IX lub X stuleciu. W XI wieku gród jest już wzmiankowany w dokumentach. Dzięki swojemu strategicznemu położeniu u przejścia przez rzekę w miejscu zapewniającym duże bezpieczeństwo miejscowość zyskała na znaczeniu, a lokalni hrabiowie uzyskali kontrolę nad szlakiem solnym. W 1204 roku zbudowano pierwszy most przez rzekę, a około 1245 roku Wasserburg uzyskał prawa miejskie z rąk hrabiego Konrada. W 1247 roku, po 17 tygodniach oblężenia zamek zajął książę bawarski Ludwik II z rodu Wittelsbachów, a zamek stał się jedną z rezydencji władców. Kilka lat później wymieniany jest nauczyciel miejski, co świadczy o funkcjonowaniu w tym okresie szkoły parafialnej. O wzrastającej zamożności Wasserburga świadczą powstałe w kolejnych latach ratusz, świątynie, mennica, czy przebudowane frotyfikacje. W czasie podziału dzielnicowego w 1392 roku miasto przypadło książętom z Ingolstadt, a w 1447 roku z Landshut.
Wiek XVI zaczyna się od zniszczeń związanych z wojną o sukcesję Landshut, a miasto przypada Ruprechtowi z Palatynatu. W 1519 roku działalność zaczyna gmina ewangelicka – jedna z pierwszych i dłużej działających w Bawarii. W późniejszym okresie przebudowano zamek na renesansową rezydencję, a w 1589 roku powstał istniejący do dziś (choć wielokrotnie przebudowany) budynek szkoły łacińskiej, gdzie jednak nauczano także w języku niemieckim.
Pierwsza mapa miasta pochodzi z 1615 roku. Wkrótce jednak miasto musi się zmierzyć z trudnymi czasami wojny trzydziestoletniej. Co prawda wojska szwedzkie i francuskie nie zdobywają miasta, ale spustoszenie przynosi epidemia dżumy. W kolejnych stuleciach Wasserburg odbudował się ze zniszczeń, czego świadectwem są XVIII-wieczne budowle.
Przełom XVIII i XIX stuleci przyniósł miastu utratę znaczenia politycznego. Wasserburg stał się niedużym, prowincjonalnym miasteczkiem, jakim jest do dziś, czemu niewiele pomogło utworzenie w 1838 roku powiatu, sądu okręgowego i szkoły realnej w 1879. Poprawiała się jednak miejska infrastruktura – w 1885 roku był ostatni w dziejach pożar miasta, pojawiła się lokalna gazeta, szkoła żeńska. W 1876 roku powstało połączenie kolejowe, ale dworzec znalazł się kilka kilometrów od miejscowości, więc w 1902 roku podciągnięto linię do miasta. W 1938 roku ukończono budowę zapory wodnej na rzece Inn, a po wojnie miasto znalazło się w amerykańskiej strefie okupacyjnej. W wyniku reformy miasto utraciło status powiatowy w 1972 roku, a w 2013 zamknięto sąd.

## Osiedla
| - Attel - Attlerau - Au - Edgarten - Elend - Gabersee - Gern - Heberthal - Kobl - Kornberg - Kroit | - Langwiederberg - Limburg - Osterwies - Reisach - Reitmehring - Rottmoos - Seewies - Staudham - Viehhausen - Wasserburg am Inn - Weikertsham |

## Demografia
Dane o ludności z 31 grudnia 2008:
| Opis                                | Ogółem | Ogółem | Kobiety | Kobiety | Mężczyźni | Mężczyźni |
| ----------------------------------- | ------ | ------ | ------- | ------- | --------- | --------- |
| Jednostka                           | osób   | %      | osób    | %       | osób      | %         |
| Populacja                           | 12 266 | 100    | 6152    | 50,15   | 6114      | 49,85     |
| Wiek przedprodukcyjny (0–17 lat)    | 2112   | 17,22  | 1018    | 8,3     | 1094      | 8,92      |
| Wiek produkcyjny (18–65 lat)        | 8002   | 65,24  | 3884    | 31,66   | 4118      | 33,57     |
| Wiek poprodukcyjny (powyżej 65 lat) | 2152   | 17,54  | 1250    | 10,19   | 902       | 7,35      |

## Polityka
Burmistrzem miasta jest Michael Kölbl z SPD, rada miasta składa się z 24 osób.
|      | CSU | SPD | Zieloni | ÜWGWB | FWGRA | BF | Razem |
| 2008 | 7   | 9   | 2       | –     | 2     | 2  | 24    |
| 2002 | 9   | 8   | 1       | 3     | 2     | 1  | 24    |

### Współpraca
Miejscowości partnerskie:
- Cugir, Rumunia od 2006
- Vincennes, Stany Zjednoczone od 1999

## Zabytki
Stare Miasto (niem. Altstadt) z licznymi kamienicami i in. zabytkami w tym:
- Kościół farny św. Jakuba z XV wieku
- Frauenkirche, kościół wznieziony w XIV wieku, gruntownie przebudowany w stylu barokowym
- Czerwony most na rzece Inn
- Pozostałości murów miejskich z bramami i wieżami.
- Kernhaus, barokowy dom z bogato zdobioną fasadą autorstwa Jana Baptysty Zimmermanna
- Muzeum miejskie w dwóch późnogotyckich kamienicach

Poza historycznym Starym Miastem
- Zamek Wasserburg istniejący od XII wieku, przebudowany gruntownie w XVI stuleciu
- Dwór Weikertshamm z XVI wieku
- Wieża widokowa z 1854 roku